# Cotesia mahoniae
Cotesia mahoniae är en stekelart som först beskrevs av Mason 1975.  Cotesia mahoniae ingår i släktet Cotesia och familjen bracksteklar. Inga underarter finns listade i Catalogue of Life.